# 三井住友信託銀行
三井住友信託銀行是一間日本信託銀行，也是日本唯一的巨型信託銀行。於2012年4月1日由住友信託銀行、中央三井信託銀行、中央三井資產信託銀行合併成立。該公司是三井住友信託控股的旗下企業。